# Veronica komt naar je toe
Veronica komt naar je toe is een single van de Vlaamse rockband Gorki. De single werd uitgebracht op 14 februari 2008 en is onderdeel van het negende studioalbum Voor rijpere jeugd. Het nummer gaat over een meisje op het strand, maar de song is geïnspireerd op de Nederlandse omroep Veronica die in de jaren tachtig de slogan had: Veronica komt naar je toe, ze komt naar je toe deze zomer. Deze en andere slogans van deze voormalige publieke omroep zijn verwerkt in de songtekst.
De song kwam binnen op 29 maart 2008 in de Vlaamse Ultratip en bereikte een hoogste notering met een vierde plaats. Het nummer stond acht weken in de Vlaamse top 10 en behaalde daar ook een vierde plaats als hoogste notering.